# Modena Football Club 1929-1930
Questa voce raccoglie le informazioni riguardanti il Modena Football Club nelle competizioni ufficiali della stagione 1929-1930.

## Stagione
Nella stagione 1929-1930 primo campionato di Serie A a girone unico, il Modena, guidato in panchina dall'ungherese József Ging chiude il torneo in dodicesima posizione con 30 punti. Tre canarini in doppia cifra con 10 reti, Antonio Carnevali, Angelo Piccaluga e Aldo Aimi. Scudetto vinto dall'Ambrosiana Inter con 50 punti davanti al Genova 1893 con 48 punti.

## Divise
| Prima divisa |

## Organigramma societario
Area direttiva
- Presidente:

Area tecnica
- Allenatore: József Ging

## Rosa
| N. |                   | Ruolo | Calciatore              |
| -- | ----------------- | ----- | ----------------------- |
|    | Italia (bandiera) | P     | Giuseppe Bertuzzi       |
|    | Italia (bandiera) | P     | Arturo Policaro         |
|    | Italia (bandiera) | D     | Rolando Camurri         |
|    | Italia (bandiera) | D     | Zorè Sabbadini          |
|    | Italia (bandiera) | D     | Duilio Setti            |
|    | Italia (bandiera) | C     | Aldo Aimi               |
|    | Italia (bandiera) | C     | Gino Ansaloni           |
|    | Italia (bandiera) | C     | Afro De Pietri          |
|    | Italia (bandiera) | C     | Bruno Dugoni (Capitano) |

| N. |                   | Ruolo | Calciatore         |
| -- | ----------------- | ----- | ------------------ |
|    | Italia (bandiera) | C     | Alfredo Mazzoni    |
|    | Italia (bandiera) | C     | Aldo Pedrazzi      |
|    | Italia (bandiera) | C     | Giorgio Tedeschini |
|    | Italia (bandiera) | C     | Giovanni Zucchi    |
|    | Italia (bandiera) | A     | Antonio Carnevali  |
|    | Italia (bandiera) | A     | Lidio Manzotti     |
|    | Italia (bandiera) | A     | Mario Nicolini     |
|    | Italia (bandiera) | A     | Angelo Piccaluga   |
|    | Italia (bandiera) | A     | Franco Scaramelli  |

## Risultati

### Serie A

#### Girone d'andata
| Arbitro: | Casetta (Milano) |

|                     |           |                                        |
| Vecchina 68’ (rig.) | Marcatori | 44’ Carnevali 62’ Piccaluga 72’ Dugoni |

| Arbitro: | Melandri (Bologna) |

|             |           |  |
| Ranelli 33’ | Marcatori |  |

| Arbitro: | Rovida (Milano) |

|               |           |              |
| Piccaluga 34’ | Marcatori | 80’ Casalino |

| Arbitro: | Asei (Vercelli) |

|                                  |           |                            |
| Corsetti 30’ Magnozzi 61’ (rig.) | Marcatori | 10’ Mazzoni 23’ Scaramelli |

| Arbitro: | Casetta (Milano) |

|                            |           |             |
| Carnevali 39’ Manzotti 52’ | Marcatori | 86’ Moruzzi |

| Modena 10 novembre 1929 6ª giornata | Modena          | 0 – 0 referto | Lazio | Campo di Viale Fontanelli\| Arbitro: \| Giorgi (Milano) \| |
| Arbitro:                            | Giorgi (Milano) |               |       |                                                            |

| Arbitro: | Bonello (Venezia) |

|             |           |  |
| Caudera 63’ | Marcatori |  |

| Arbitro: | Pessato (Monfalcone) |

|  |           |                                                |
|  | Marcatori | 14’, 41’ Mihalich 58’, 61’ Vojak 74’ Sallustro |

| Arbitro: | Barlassina (Novara) |

|                      |           |               |
| Aimi 12’ Mazzoni 24’ | Marcatori | 67’ Bonivento |

| Torino 15 dicembre 1929 10ª giornata | Torino          | 0 – 0 referto | Modena | Stadio Filadelfia\| Arbitro: \| U.Gama (Milano) \| |
| Arbitro:                             | U.Gama (Milano) |               |        |                                                    |

| Arbitro: | Bruna (Venezia) |

|  |           |         |
|  | Marcatori | 4’ Aimi |

| Arbitro: | A.Gama (Milano) |

|               |           |                      |
| Carnevali 82’ | Marcatori | 17’ Benatti 21’ Volk |

| Arbitro: | Mattea (Torino) |

|             |           |                               |
| Mazzoni 32’ | Marcatori | 12’ (aut.) Camurri 57’ Pilati |

| Arbitro: | Guarnieri (Milano) |

|                                  |           |                       |
| Cabrini 48’ (rig.) Subinaghi 51’ | Marcatori | 18’ Aimi 54’ Manzotti |

| Arbitro: | Bruna (Venezia) |

|                                |           |                            |
| Prosperi 23’ Giuliani 66’, 67’ | Marcatori | 10’ Manzotti 61’ Carnevali |

| Arbitro: | Barlassina (Novara) |

|  |           |                  |
|  | Marcatori | 65’ (aut.) Setti |

| Arbitro: | Scarpi (Dolo) |

|                                                           |           |               |
| Blasevich 28’, 78’ Serantoni 30’ Visentin 54’ Rivolta 71’ | Marcatori | 84’ Piccaluga |

#### Girone di ritorno
| Arbitro: | Galassi (Torino) |

|  |           |                           |
|  | Marcatori | 66’ Vecchina 77’ Prendato |

| Arbitro: | Lenti (Genova) |

|            |           |                  |
| Dugoni 49’ | Marcatori | 36’ Santagostino |

| Arbitro: | Carraro (Padova) |

|                       |           |               |
| Baiardi 29’ Gatti 42’ | Marcatori | 10’ De Pietri |

| Arbitro: | Sassi (Roma) |

|                                                                     |           |  |
| Carnevali 30’, 38’ De Pietri 47’ Piccaluga 52’ Mazzoni 79’ Aimi 89’ | Marcatori |  |

| Arbitro: | Malagodi (Ferrara) |

|                          |           |                       |
| Banchero 71’ Ansaldo 82’ | Marcatori | 2’ Aimi 87’ Piccaluga |

| Arbitro: | U.Gama (Milano) |

|                                     |           |  |
| Pastore 9’, 59’ Rier 28’ Ziroli 40’ | Marcatori |  |

| Arbitro: | Scarpi (Dolo) |

|                      |           |              |
| Mazzoni 47’ Aimi 74’ | Marcatori | 90’ Munerati |

| Arbitro: | Giorgi (Milano) |

|                         |           |               |
| Sallustro 13’ Vojak 37’ | Marcatori | 62’ Piccaluga |

| Arbitro: | Carraro (Padova) |

|                           |           |  |
| Reguzzoni 12’ (rig.), 71’ | Marcatori |  |

| Arbitro: | Rovida (Milano) |

|                      |           |               |
| Aimi 65’ Mazzoni 78’ | Marcatori | 7’ Baloncieri |

| Arbitro: | Lenti (Genova) |

|                                  |           |           |
| Piccaluga 48’ Mazzoni 80’ (rig.) | Marcatori | 76’ Baldi |

| Arbitro: | Casetta (Milano) |

|                                          |           |                             |
| Eusebio 17’, 20’ Preti 28’ Fasanelli 75’ | Marcatori | 44’ Carnevali 64’ Piccaluga |

| Arbitro: | Scarpi (Dolo) |

|                      |           |             |
| Pitto 32’ Ottani 79’ | Marcatori | 19’ Mazzoni |

| Arbitro: | U.Gama (Milano) |

|                                                            |           |                |
| Carnevali 15’, 62’ Sabbadini 41’ Scaramelli 58’ Dugoni 76’ | Marcatori | 13’ Sbalzarini |

| Arbitro: | Lenti (Genova) |

|                              |           |              |
| Scaramelli 47’ Carnevali 60’ | Marcatori | 32’ Maffioli |

| Arbitro: | Casetta (Milano) |

|                |           |              |
| Scagliotti 45’ | Marcatori | 5’ Piccaluga |

| Arbitro: | Lenti (Genova) |

|                     |           |  |
| Mazzoni 4’ Aimi 15’ | Marcatori |  |

## Statistiche

### Statistiche di squadra
| Competizione | Punti | In casa | In casa | In casa | In casa | In casa | In casa | In trasferta | In trasferta | In trasferta | In trasferta | In trasferta | In trasferta | Totale | Totale | Totale | Totale | Totale | Totale | DR |
| Competizione | Punti | G       | V       | N       | P       | Gf      | Gs      | G            | V            | N            | P            | Gf           | Gs           | G      | V      | N      | P      | Gf     | Gs     | DR |
| ------------ | ----- | ------- | ------- | ------- | ------- | ------- | ------- | ------------ | ------------ | ------------ | ------------ | ------------ | ------------ | ------ | ------ | ------ | ------ | ------ | ------ | -- |
| Serie A      | 30    | 17      | 9       | 3       | 5       | 29      | 21      | 17           | 2            | 5            | 10           | 19           | 34           | 34     | 11     | 8      | 15     | 48     | 55     | -7 |

### Statistiche dei giocatori
| Giocatore         | Serie A  | Serie A |
| Giocatore         | Presenze | Reti    |
| ----------------- | -------- | ------- |
| A. Aimi           | 25       | 8       |
| G. Ansaloni       | 3        | 0       |
| G. Bertuzzi       | 2        | -2      |
| R. Camurri        | 18       | 0       |
| A. Carnevali      | 32       | 10      |
| A. De Pietri      | 22       | 2       |
| B. Dugoni         | 27       | 3       |
| L. Manzotti       | 30       | 3       |
| A. Mazzoni        | 34       | 9       |
| M. Nicolini       | 1        | 0       |
| A. Pedrazzi       | 17       | 0       |
| A. Piccaluga      | 34       | 10      |
| A. Policaro       | 32       | -53     |
| Z. Sabbadini      | 33       | 1       |
| P. Scaramelli     | 13       | 2       |
| D. Setti          | 16       | 0       |
| G. Tedeschini (I) | 26       | 0       |
| G. Zucchi         | 9        | 0       |